# Pepperl+Fuchs
Pepperl+Fuchs – niemieckie przedsiębiorstwo z siedzibą główną w Mannheim, produkujące moduły dla automatyki przemysłowej, założone w roku 1945 r.